# Xương rồng khế
Xương rồng khế (danh pháp khoa học: Cereus repandus) là một loài thực vật có hoa trong họ Cactaceae. Loài này được (L.) Mill. mô tả khoa học đầu tiên năm 1768.

## Hình ảnh

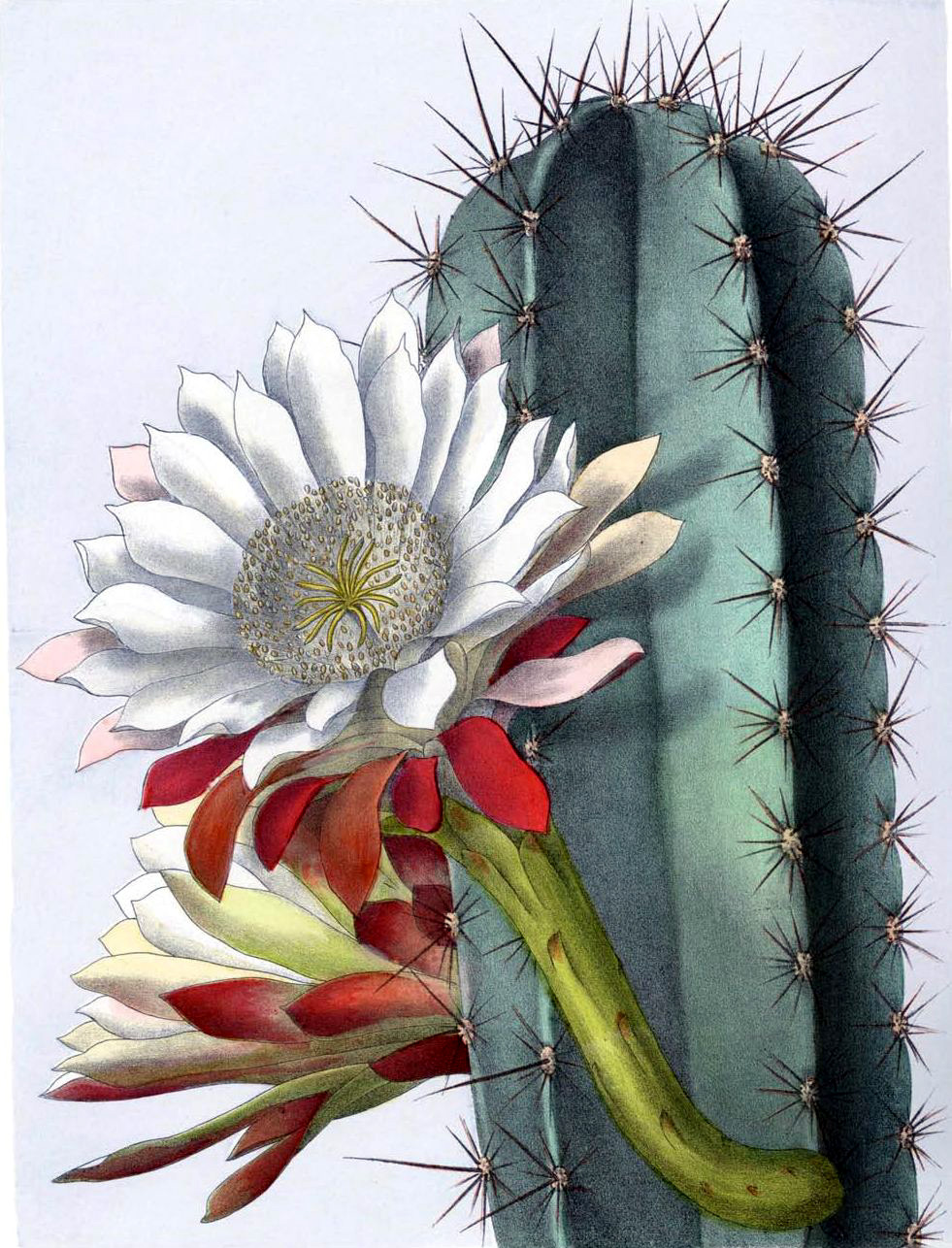
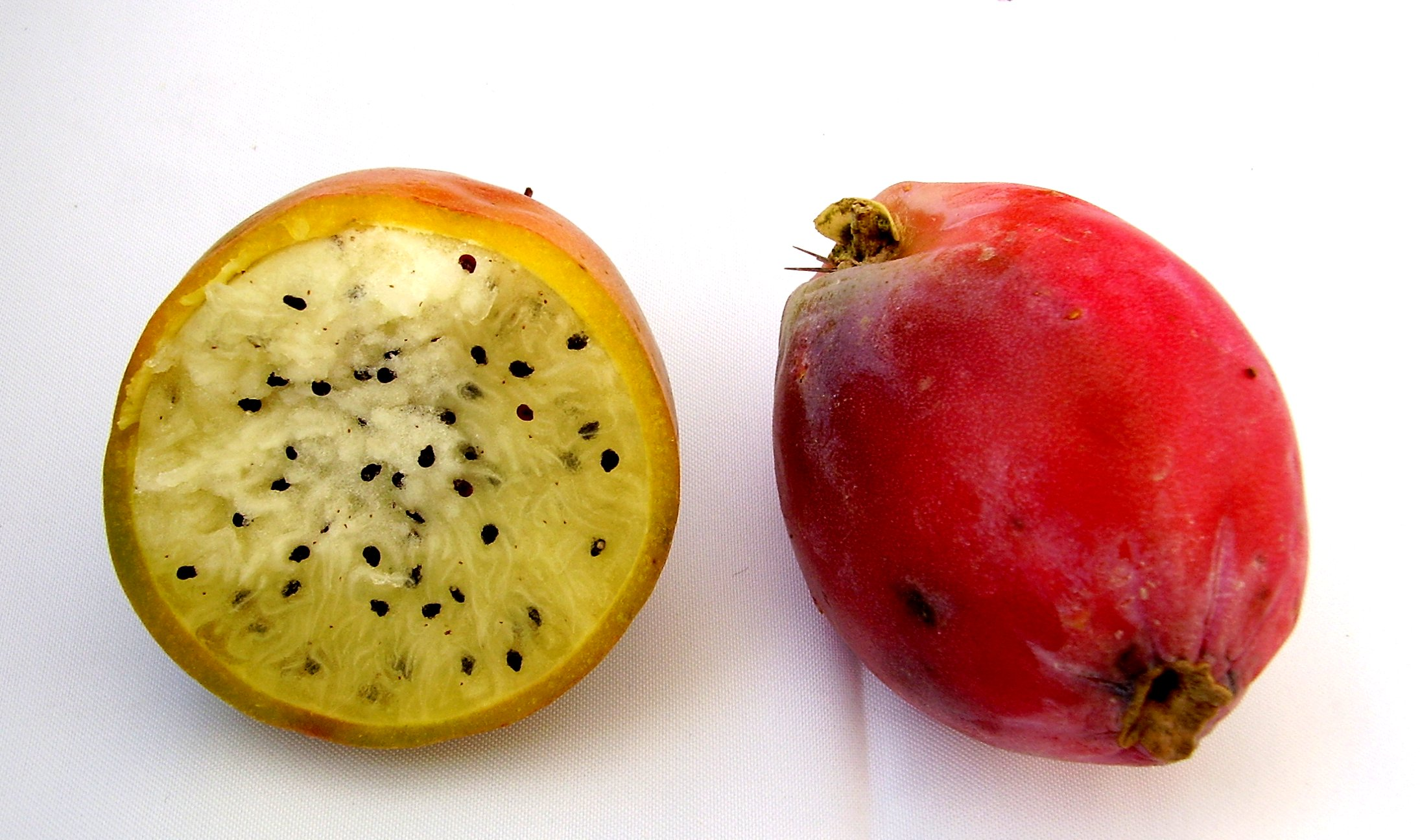
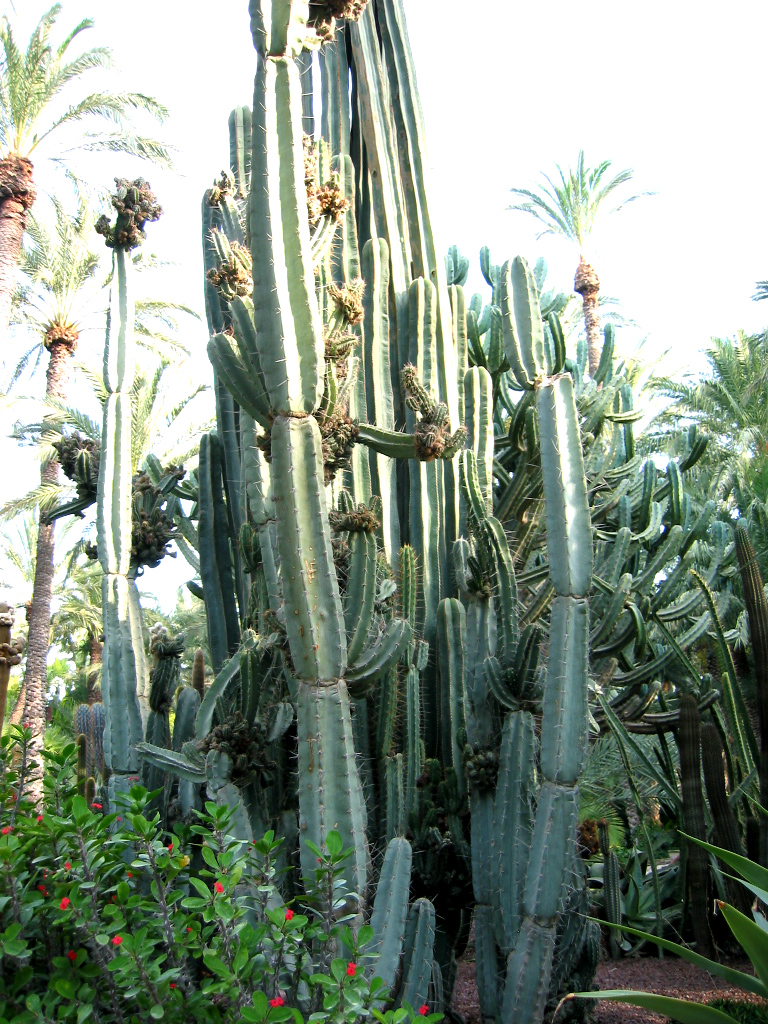
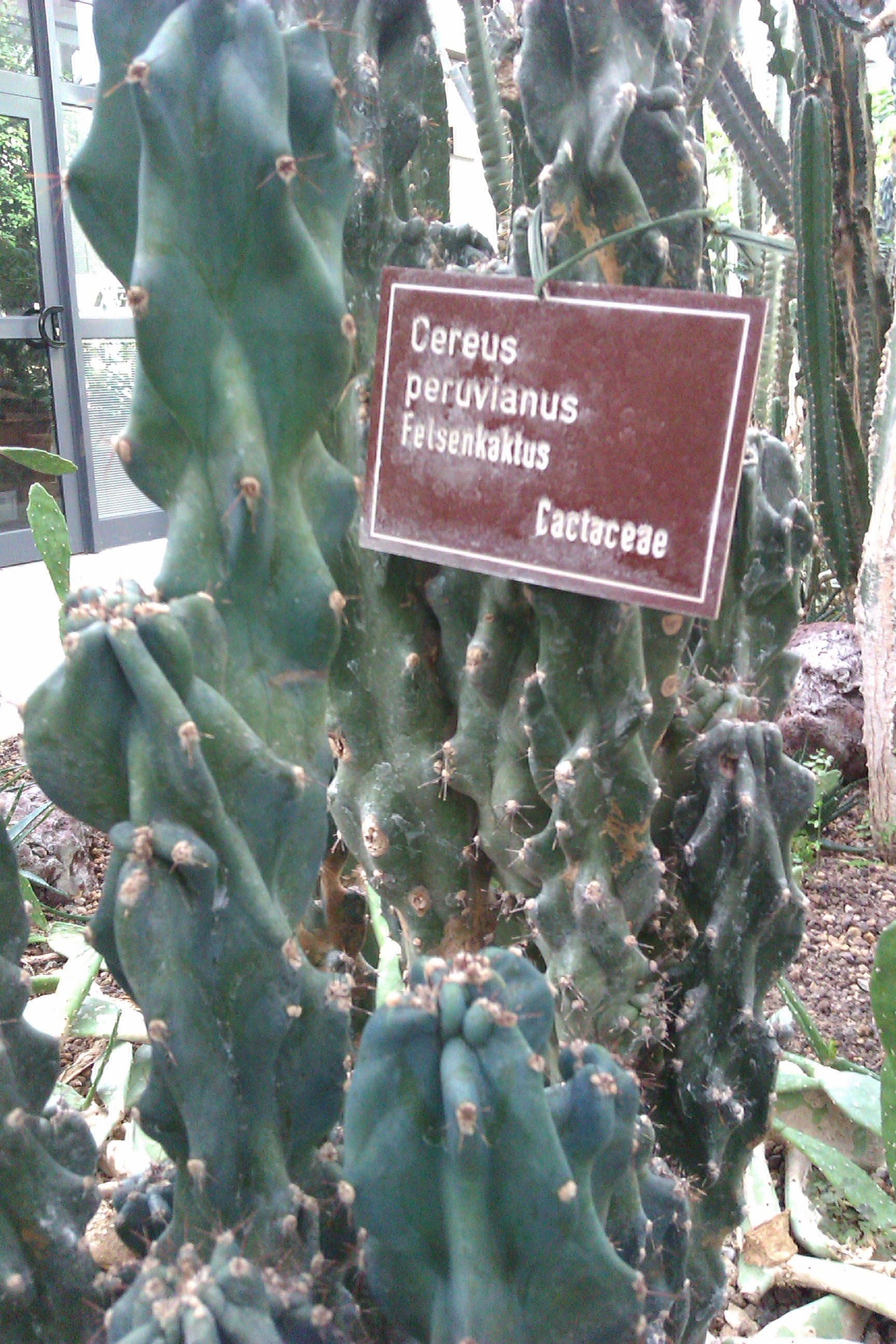